# AsciiDoc
AsciiDoc — людиночитанна мова розмітки звичайного тексту, створена як проста альтернатива XML-формату DocBook. Порівняно з Markdown, забезпечує кращу підтримку складних таблиць, зауважень, перехресних посилань, вбудованого YouTube-відео[неавторитетне джерело], дозволяючи без включень розмітки HTML та коду JavaScript оформлювати складні документи. Файли AsciiDoc можна створювати за допомогою будь-якого текстового редактора, а для читання не потрібні ніякі інші інструменти — розмітка AsciiDoc інтуїтивно зрозуміла людині, оскільки спирається на усталену практику оформлення тексту в електронних листах і подібних документах.
AsciiDoc часто використовують для створення документації, перед опублікуванням автоматично конвертуючи генератором у популярніші формати, такі як HTML, PDF, TeX, довідкові сторінки Unix, електронні книги.
Поширеними розширеннями файлів AsciiDoc є txt (як рекомендує творець AsciiDoc) та adoc.
Створив 2002 року Стюарт Рекхем для використання з інструментами, які він написав мовою програмування Python, — asciidoc, що конвертує документи у формати HTML та DocBook, та a2x, що переводить AsciiDoc-тексти у формат довідкових сторінок Unix. 2013 року випущено конвертер Asciidoctor, який широко використовується на GitHub та GitLab. Ця реалізація також доступна в екосистемі Java з використанням JRuby та в екосистемі JavaScript з використанням Opal.js.
Формат застосовують видавництво O'Reilly (у системі Atlas для створення та публікування книг) та проєкт Git (більшість документації пишеться на AsciiDoc).
Формат проходить процедуру стандартизації в Eclipse Foundation. AsciiDoc® та AsciiDoc Language™ — зареєстровані торгові марки Eclipse Foundation.

## Приклад
Текст із використанням розмітки AsciiDoc та його візуалізація, аналогічна до тієї, яку створює процесор AsciiDoc:
| Вихідний текст AsciiDoc |
| --- |
| = Моя стаття П. Петренко https://wikipedia.org[Вікіпедія] — це онлайн-енциклопедія, доступна українською та *багатьма* іншими мовами. == Програмне забезпечення Ви можете встановити 'назва пакунка', скориставшись командою `apt`: ---- apt install назва-пакунка ---- == Матеріали Найтвердіші матеріали в природі: * фулерит * лонсдейліт * алмаз |

| HTML-візуалізація розмітки |
| --- |
| Моя стаття П. Петренко Вікіпедія - це онлайн-енциклопедія, доступна українською та багатьма іншими мовами. Програмне забезпечення Ви можете встановити назва пакунка, скориставшись командою apt:apt install назва-пакунка Матеріали Найтвердіші матеріали в природі: - фулерит - лонсдейліт - алмаз |